# Susannah Constantine
Susannah Constantine (sinh ngày 3 tháng 6 năm 1962) là một nhà tư vấn kiếu và là người đoạt giải bậc thầy thời trang, người giới thiệu chương trình truyền hình, nhà thiết kế thời trang và là tác giả của sách thời trang bán chạy nhất người Anh.
Constantine đã gặp Trinny Woodall năm 1994 và cả hai người đã tham gia viết bài trong mục thời trang hàng tuần cho The Telegraph. Sự kiện này đã đưa họ đến ngành kinh doanh tư vấn thời trang trên mạng internet và phát hành cuốn sách tư vấn thời trang đầu tiên.
Cả hai được giao nhiệm vụ phụ trách mục What Not to Wear của BBC vào năm 2001-2005. Năm sau, Constantine và Woodall đã ra mắt cuốn sách thứ hai của họ, What Not to Wear, và cuốn sách này đã giúp bà một Giải thưởng sách Anh quốc và đã bán được hơn 670.000 bản.